# Великі Будища (Миргородський район)
Великі Бу́дища — село в Україні, центр Великобудищанської сільської громади Миргородського району Полтавської області. Населення становить 1110 осіб.
Після ліквідації Гадяцького району у липні 2020 року увійшло до Миргородського району.

## Географія
Село Великі Будища розташоване між річками Псел (4 км) та Грунь (6 км). На відстані 2.5 км розташовані села Плішивець та Довжик. Відстань до міста Гадяча становить близько 19 км і проходить шляхом місцевого значення.
Селом протікає річка Фіалка (із заґатами), ліва притока Куличихи.

## Назва
На території України 2 населених пункти із назвою Великі Будища.

## Історія
- 1625 — дата заснування.
- За даними на 1859 рік у власницькому, казеному та козацькому селі Гадяцького повіту Полтавської губернії, мешкало 2036 осіб (1015 чоловічої статі та 1021 — жіночої), налічувалось 287 дворових господарств, існувала Іллїнська православна церква ,яку зруйнували під час радянської влади.[3].Починаючи з 1992р. Іллїнська релігійна громада  УПЦ використовувала пристосоване приміщення для релігійних потреб. Ремонт і благоустрій якого зробив священик Роман Височанський. 2 серпня 2020 відбулося освячення новозбудованої дерев'яної  трьохбаної споруди нового храму. Освячення здійснив митрополит Полтавський і Миргородський Филип.
- Станом на 1900 рік село було центром окремої, Великобудищанської волості[4].
- Село постраждало внаслідок геноциду українського народу 1932—1933 та 1946–1947 роках. Пам’ятний хрест про страшні події цих років встановлено біля будинку культури коштом протоієрея Романа Височанського [джерело?].

## Економіка
- «Фіалка», ТОВ.
- Довкіл села багато нафтових свердловин.

## Соціальна сфера
- Іллїнська Українська Православна Церква (дерев'яний храм, збудований при настоятельставі священника Романа Височанського і освячений 2 серпня 2020 митрополитом Филипом).
- Дитячий садок «Сонечко».
- Школа.

## Постаті
- Прудій Микола Васильович (1995—2014) — солдат Збройних сил України, учасник російсько-української війни.